# سالم أمان
سالم أمان (1 يناير 1981) ، لاعب كرة قدم كويتي سابق.
و هو يدرب الان ناشئين نادي كاظمه للصالات.